# مضاعفات الدرقة
مضاعفات الدرقة (الاسم العلمي: Diplostraca) هي رتبة من المفصليات تتبع صنف ورقيات الأرجل من طائفة غلصميات الأرجل.

## التصنيف
- رتيبة متفرعات القرون Latreille, 1829
  - دون رتبة Anomopoda Stebbing, 1902
    - فصيلة Bosminidae Baird, 1845
    - فصيلة Chydoridae Stebbing, 1902
    - فصيلة Daphniidae Straus, 1820
    - فصيلة Ilyocryptidae Smirnov, 1992
    - فصيلة Macrothricidae Norman & Brady, 1867
    - فصيلة Moinidae Goulden, 1968

  - دون رتبة Ctenopoda Sars, 1865
    - فصيلة Holopediidae Sars, 1865
    - فصيلة سيداوية Baird, 1850

  - دون رتبة Haplopoda Sars, 1865
    - فصيلة بضة Lilljeborg, 1861

  - دون رتبة Onychopoda Sars, 1865
    - فصيلة Cercopagididae Mordukhai-Boltovskoi, 1968
    - فصيلة Podonidae Mordukhai-Boltovskoi, 1968
    - فصيلة Polyphemidae Baird, 1845
- رتيبة روبيان قامط Sars, 1899
  - فصيلة روبيان قامط Sars, 1899
- رتيبة روبيان قامط Linder, 1945
  - فصيلة Lynceidae Baird, 1845
- رتيبة شوكيات الذيل
  - فصيلة القيازق
    - جنس القيزيق

  - فصيلة Asmussiidae[6]
  - فصيلة Estheriellidae[6]
  - فصيلة Ipsiloniidae[6]
  - فصيلة Leaiidae[6]
  - فصيلة Leptestheriidae Daday, 1923
  - فصيلة Limnadiidae Baird, 1849
  - فصيلة Pemphilimnadiopsidae[6]
  - فصيلة Vertexiidae[6]